# Trnovo (Nova Gorica)
Trnovo (olasz nyelven: Tarnova della Selva) falu szórványtelepülés Szlovéniában, a Goriška statisztikai régióban. Közigazgatásilag Nova Goricához tartozik. Lakosságának száma 305 fő. A település egy fennsíkon helyezkedik el a Vipava-völgy felett, a Tnovo-erdő közelében.

## Tömegsírok
A településen található a Zalesnika-tömegsír (szlovénül: Grobišče Brezno Zalesnika), másik szlovén nevén (Grobišče Brezno za lesniko), amit közvetlenül a második világháborút követő időszakban hoztak létre. A tömegsír 1,5 kilométernyire a falutól északkeletre található. A tömegsírban a Szlovén Nemzeti Gárda és olasz hadifoglyok, valamint szlovén civilek földi maradványai nyugszanak, akiket 1945 májusában végeztek ki.

## Fordítás
- Ez a szócikk részben vagy egészben  a   Trnovo, Nova Gorica című angol Wikipédia-szócikk ezen változatának fordításán alapul.  Az eredeti cikk szerkesztőit annak laptörténete sorolja fel. Ez a jelzés csupán a megfogalmazás eredetét és a szerzői jogokat jelzi, nem szolgál a cikkben szereplő információk forrásmegjelöléseként.